# Panigale Calcio
ASD Borgo Panigale FC – włoski klub piłkarski, mający swoją siedzibę w mieście Bolonia, na północy kraju.

## Historia
Chronologia nazw:
- 1919: Società Sportiva Panigal
- 1939: Società Sportiva Panigale
- 1939: Associazione Calcio Panigale
- 196?: klub zawiesił działalność
- 2007: A.S.D. Casteldebole Panigal 1919 - po fuzji z ASD Casteldebole 1966
- 2013: A.S.D. Borgo Panigale FC

Klub piłkarski Società Sportiva Panigal został założony w Bolonii w 1919 roku. Najpierw występował w towarzyskich i nieoficjalnych meczach. Dopiero w sezonie 1934/35 startował w Terza Divisione, gdzie zwyciężył w VII Zona (Emilia) i awansował do Seconda Divisione. W 1939 roku zmienił nazwę najpierw na S.S. Panigale, a wkrótce na Associazione Calcio Panigale. W sezonie 1938/39 zwyciężył w VII Zona i otrzymał promocję do Prima Divisione. W 1941 awansował do Serie C. W sezonie 1942/43 po zajęciu drugiego miejsca w grupie G został promowany do Serie B. Jednak z powodu II wojny światowej mistrzostwa zostały zawieszone.
Po zakończeniu II wojny światowej w sezonie 1945/46 debiutował w Serie B-C Alta Italia, ale zajął ostatnie 12.miejsce w grupie C i spadł do Serie C. W 1948 został oddelegowany do Promozione, a później do lig regionalnych. W 1963 zwyciężył w campionato emiliano Seconda Categoria. Potem klub zawiesił działalność.
W 2007 klub został reaktywowany po fuzji z ASD Casteldebole 1966, przejął jego miejsce ligowe i w 2008 został promowany do Promozione. W 2009 spadł do Prima Categoria. W 2013 klub zmienił nazwę na A.S.D. Borgo Panigale FC, a w 2014 awansował do Promozione. W 2016 spadł na rok do Prima Categoria, aby w 2017 wrócić do Promozione.

## Sukcesy

### Trofea międzynarodowe
Nie uczestniczył w rozgrywkach europejskich (stan na 31-05-2017).

### Trofea krajowe
| \| \| Zdobyte trofea w rozgrywkach Włoch (stan na: 31-05-2017) \| |                                                          |      |                   |
| Rozgrywki                                                         | Osiągnięcie                                              | Razy | Sezon(y)          |
| · Mistrzostwo                                                     | I miejsce                                                | 0    |                   |
| · Mistrzostwo                                                     | II miejsce                                               | 0    |                   |
| · Mistrzostwo                                                     | III miejsce                                              | 0    |                   |
| · Puchar                                                          | zdobywca                                                 | 0    |                   |
| · Puchar                                                          | finalista                                                | 0    |                   |
| II liga                                                           | I miejsce                                                | 0    |                   |
| II liga                                                           | II miejsce                                               | 0    |                   |
| II liga                                                           | III miejsce                                              | 0    |                   |
| II liga                                                           | 12.miejsce                                               | 1    | 1945/46 (grupa C) |
| Włochy                                                            | Zdobyte trofea w rozgrywkach Włoch (stan na: 31-05-2017) |      |                   |

## Stadion
Klub rozgrywa swoje mecze domowe na boisku Campo Comunale Casteldebole, wcześniej (do 1969) występował na Stadio Sterlino w Bolonii, który mógł pomieścić 15000 widzów.